# Nakarin Fuplook
Nakarin Fuplook (thailändisch นครินทร์ ฟูปลูก, * 14. November 1983 in Lampang) ist ein ehemaliger thailändischer Fußballspieler.

## Karriere

### Verein
Nakarin Fuplook stand von 2002 bis 2004 beim Raj-Vithi FC in Bangkok unter Vertrag. Im Januar 2005 wechselte er zum Erstligisten Bangkok Bank FC. Nach zwei Jahren unterschrieb er am 1. Januar 2007 einen Vertrag beim ebenfalls in der ersten Liga spielenden BEC Tero Sasana FC. Am 1. Januar 2010 nahm ihn der Erstligaaufsteiger Sisaket FC unter Vertrag. Für den Verein aus Sisaket absolvierte er in der Hinrunde elf Erstligaspiele. Die Rückrunde 2010 spielte er beim Ligakonkurrenten TOT SC. Der Zweitligist RBAC Mittraphap nahm ihn die Saison 2011 unter Vertrag. Am Ende der Saison musste er mit RBAC den Weg in die Dritte Liga antreten. Nach dem Abstieg verließ er RBAC und schloss sich dem Zweitligisten Air Force United an. Hier stand er ein Jahr unter Vertrag und absolvierte zehn Spiele. Über den Rayong FC wechselte er Anfang 2014 zum Zweitligisten Saraburi FC. Mit dem Verein aus Saraburi wurde er am Ende der Saison Vizemeister und stieg in die erste Liga auf. Von Januar 2015 bis Juni 2017 pausierte er. Am 1. Juli 2017 nahm ihn der Viertligist Chanthaburi FC unter Vertrag. Mit dem Verein aus Chanthaburi spielte er in der Eastern Region. 2017 wurde er mit Chanthaburi Meister der Region, 2018 feierte er mit dem Verein die Vizemeisterschaft. Am 1. Januar 2019 beendete er seine Karriere als Fußballspieler.

### Nationalmannschaft
Nakarin Fuplook spielte 2004 sechsmal in der Nationalmannschaft von Thailand.

## Erfolge
Chanthaburi FC
- Thai League 4 – East: 2017